# Giuseppe Caprio
Giuseppe Caprio (Lapio, 15. studenog 1914. – Rim, 15. listopada 2005.), bio je talijanski kardinal Katoličke Crkve. Djelovao je na položaju predsjednika prefekture za ekonomske poslove Svete Stolice do umirovljenja 1990. godine. Obnašao je dužnost nuncija, a kasnije i pronuncija u Kinu (1959. – 1967.) te pronuncija u Indiji (1967. – 1969.)
Poslije je prebačen u Rimsku kuriju gdje je služio kao tajnik Administracije baštine Svete stolice, a zatim u Državno tajništvo, gdje je radio za papu Ivana Pavla I. Godine 1979. je imenovan predsjednikom Administracije baštine Svete Stolice. Od 1981. je predsjednik Prefekture za ekonomske poslove Svete Stolice. Na rang kardinala je uzdignut 1979. godine. Kardinal Caprio je od 26. studenog 1990. bio kardinal-svećenik.
Od 1988. do 1995. obnašao je dužnost Velikog meštra Reda Svetoga Groba u Jeruzalemu. Također je nosio naslov viteza Reda sv. Januarija. Umro je 15. listopada 2005. godine u dobi od 90 godina. Pogreb je održan 18. listopada, a liturgiju je predvodio papa Benedikt XVI.
| Prethodnik:               | Veliki meštar Reda Svetoga Groba u Jeruzalemu | Nasljednik: |
| Maximilien de Furstenberg | Veliki meštar Reda Svetoga Groba u Jeruzalemu | Carlo Furno |